# Dryolimnas
Dryolimnas é um gênero de aves da família Rallidae.
As seguintes espécies são reconhecidas:
- Dryolimnas cuvieri (Pucheran, 1845)
- †Dryolimnas augusti Mourer-Chauviré, Bour, Ribes & Moutou, 1999